# Dallin Leavitt
Dallin Leavitt (Portland, 8 agosto 1994) è un giocatore di football americano statunitense che milita nel ruolo di safety nella National Football League (NFL) e dal 2024 è free agent.

## Carriera

### Oakland / Las Vegas Raiders
Dopo non essere stato scelto nel Draft NFL 2018, Leavitt firmò con gli Oakland Raiders il 14 maggio. Fu svincolato alla fine del training camp e rifirmò con la squadra di allenamento il 2 settembre 2018. Fu promosso nel roster attivo il 24 dicembre 2018, prima della gara del Monday night contro i Denver Broncos dopo l’infortunio  cornerback Daryl Worley. Leavitt debuttò quella sera nella vittoria per 27–14, giocando 12 snap negli special team e mettendo a segno un tackle.
Leavitt riuscì a entrare nei 53 uomini del roster per l’inizio della stagione regolare 2019. Quell’anno disputò 15 partite, principalmente negli special team, totalizzando 10 placcaggi.
Leavitt firmò un nuovo contratto con i Raiders il 16 aprile 2020. Fu svincolato il 15 settembre 2020, e rifirmò con la squadra di allenamento due giorni dopo. Fu promosso nel roster attivo il 2 ottobre 2020.
Leavitt firmò per un altro anno con i Raiders l’8 marzo 2021. Fu svincolato il 20 luglio 2022.

### Green Bay Packers
Il 25 luglio 2022 Leavitt firmò con i Green Bay Packers.
Rifirmò con la squadra il 4 aprile 2023. Fu svincolato il 20 novembre.

### Denver Broncos
Il 28 novembre 2023 Leavitt firmò con la squadra di allenamento dei Denver Broncos practice squad. Fu svincolato il 19 dicembre.